# Заречье (Кролевецкий район)
Заречье (укр. Заріччя) — село,
Гречкинский сельский совет,
Кролевецкий район,
Сумская область,
Украина.
Код КОАТУУ — 5922682205. Население по переписи 2001 года составляло 91 человек .

## Географическое положение
Село Заречье находится на левом берегу реки Эсмань,
выше по течению на расстоянии в 3 км расположено село Гречкино,
ниже по течению на расстоянии в 4,5 км расположено село Пионерское,
на противоположном берегу — село Московское (Шосткинский район).
На расстоянии в 1 км расположено село Дедовщина.
К селу примыкает большой лесной массив (сосна).
Рядом проходит железнодорожная ветка до станции Пиротчино.